# سیارک ۱۵۳۸۴
سیارک ۱۵۳۸۴ (به انگلیسی: 15384 Samkova، نامگذاری:1997SC4) پانزده هزار و سیصد و هشتاد و چهارمین سیارک کشف شده‌است که در ۲۶ سپتامبر ۱۹۹۷ کشف شد.
قدر مطلق سیارک برابر ۱۴٫۵۰ است.